# Anivsky (district)
Anivsky (Russisch: Ани́вский райо́н) is een administratief district (rajon) van de Russische oblast Sachalin, een van de zeventien in de oblast.
Gemeentelijk gezien is het opgenomen als Anivsky Gorodskoj Okrug. Het is gelegen in het zuiden van de oblast. Het gebied van het district is 2.684,8 vierkante kilometer. Haar administratief centrum ligt in de stad Anivia. De bevolking bedroeg 17.533 volgens de volkstelling van 2010, 15.272 volgens de volkstelling van 2002 en 36.740 volgens de volkstelling van 1989. De bevolking van Anivia staat in voor 52% van de totale bevolking van het district.